# Північний Оддамаваді-1
Грама Ніладхарі Північний Оддамаваді-1 (№ 208B/2) — Грама Ніладхарі підрозділу ОС Західний Коралай-Патту, округ Баттікалоа, Східна провінція, Шрі-Ланка.

## Демографія
| Населення (2007) | Населення (2007) | Населення (2007) | Населення (2007) | Населення (2007) |
| Населення        | Чоловіки         | Жінки            | Діти             | Дорослі          |
| ---------------- | ---------------- | ---------------- | ---------------- | ---------------- |
| 3055             | 1520             | 1535             | 1203             | 1852             |